# دی‌نیتروژن تری‌اکسید
دی‌نیتروژن تری‌اکسید (به انگلیسی: Dinitrogen trioxide) با فرمول شیمیایی N۲O۳ یک ترکیب شیمیایی است که جرم مولی آن 76.01 g/mol می‌باشد. شکل ظاهری این ترکیب، مایع آبی است.

## ساختار
این ماده یک ترکیب مولکولی است و دارای توالی اتمها به شکل ONNO2 می‌باشد. در این مولکول هر دو اتم نیتروژن دارای سه قلمروی الکترونی هستند و این بدان معنا است که از اوربیتال‌های هیبریدی sp2 برای ایجاد پیوند استفاده کرده‌اند.از آن‌جا که اتم نیتروژن حامل یک اکسیژن، دارای جفت الکترون ناپیوندی است؛ تقارن ساختار مولکول به هم خورده است.
پیوند بین دو اتم نیتروژن به شکل پیوند یگانه است ولی پیوند بین اتم‌های نیتروژن و اکسیژن بر دو نوع است. گروه NO2 دارای مرتبهٔ پیوند معادل 1٫5 و گروه NO دارای مرتبهٔ پیوند 2 استه. این واقعیت را می‌توان با دو ساختار رزونانسی برای این مولکول به نمایش گذاشت.

## خواص فیزیکی
این مولکول به دلیل عدم تقارن ساختار، خصلت قطبیت دارد که البته به دلیل نزدیک بودن الکترونگاتیوی اتمهای درگیر پیوند، چندان بالا نیست. همین قطبیت کم باعث می‌شود در آب و اتر حل شود. نقطهٔ ذوب و جوش این ماده پایین است؛ زیرا نیروی قدرتمندی بین مولکول‌هایش برقرار نیست. این ماده در دمای اتاق، گازی بی رنگ است.

## طرز تهیه
همان‌طور که ساختار مولکول این ماده مشخص می‌کند؛ می‌توان دی‌نیتروژن تری‌اکسید را از واکنش نیتروژن منواکسید و نیتروژن دی‌اکسید تهیه نمود. طی این واکنش بین اتم نیتروژن مولکول هر یک از مواد اولیه یک پیوند کووالانسی شکل گرفته و مولکول‌های محصول تشکیل می‌شوند:
ON+NO2→ON-NO2

## خواص شیمیایی
این ماده همانند بسیاری از اکسیدهای نافلزی خصلت اسیدی دارد؛ به گونه‌ای که با آب واکنش داده و نیترو اسید (نیتروس اسید) را سنتز می‌کند:
N2O3+H2O→2HNO2